# Patrick Wallace
Patrick Wallace, severnoirski igralec snookerja, * 20. september 1969, Lurgan, Severna Irska.
Wallace prihaja iz Dungannona, Severna Irska. Leta 1992 je diplomiral iz računovodstva na Kraljičini univerzi, Belfast. Istega leta je Wallace v Leedsu kot kapetan povedel ekipo svoje univerze do naslova prvaka britanskih univerz v snookerju. Leto kasneje je osvojil svoj prvi severnoirski naslov in se prebil v polfinale svetovnega amaterskega prvenstva.
Wallace je doslej edini igralec, ki se je ob svojem debiju na glavnem delu Svetovnega prvenstva prebil v četrtfinale, to mu je uspelo leta 2001, ko je izločil Alana McManusa z 10-2 in nato Marka Kinga s 13-5, od nadaljnjega tekmovanja se je moral posloviti po porazu proti prijatelju in rojaku Joeju Swailu, izid je bil 11-13. Po tistem mu ni nikoli več uspelo prebroditi kvalifikacijskega sita za nastop na Svetovnem prvenstvu. Njegov odstotek doseženih točk na prvenstvu v primerjavi s prejetimi je tretji najvišji vseh časov, v hrbet gleda le Stephenu Hendryju in Johnu Higginsu, četudi je res Wallace na prvenstvu igral le enkrat.
Po izpadu leta 2006 se je v svetovno karavano vrnil za sezono 2007/08, potem ko je osvojil Prvenstvo Severne Irske.